# 苯丙羟基香豆素
苯丙羟基香豆素（商品名有Marcoumar、Marcumar、Falithrom）是一种有机化合物，分子式C18H16O3，属于4-羟基香豆素衍生物，可用作血液抗凝剂。